# Ruffa Gutiérrez
Sharmaine Ruffa Rama Gutiérrez (Manila, 24 de junio de 1974) es una modelo reina de belleza y actriz filipina. Ella fue la Binibining Pilipinas-World de 1993 y la Miss Mundo 1993 como la segunda finalista. Es hija del actor Eddie Gutiérrez y de la actriz Annabelle Rama y hermana mayor de actores gemelos Richard y Raymond Gutiérrez.

## Biografía
Gutiérrez comenzó a actuar como actriz en la década de los años 1980, bajo Films Regal. Se convirtió en parte del programa German Moreno's That's Entertainment in the early 1990s, a principios de los años 1990, antes de convertirse en una reina de belleza en 1993.

## Filmografía

### Televisión
| Año          | Título                      | Personaje         | Canal    |
| 2010-present | Talentadong Pinoy           | judge             | TV5      |
| 2010-present | Paparazzi                   | herself           | TV5      |
| 2010         | 5 Star Specials             | various roles     | TV5      |
| 2009–2010    | I ♥ Betty La Fea            | Daniella Valencia | ABS-CBN  |
| 2007-2010    | The Buzz                    | Herself           | ABS-CBN  |
| 2007         | Kokey                       | Trining Calundang | ABS-CBN  |
| 2007         | Philippines' Next Top Model | herself           | Solar TV |
| 2002         | Habang Kapiling Ka          | Venus Lamermoore  | GMA      |

### Películas
| Año  | Título                  | Personaje          |
| 2010 | Working Girls 2010      | Marilou            |
| 2009 | Shake, Rattle & Roll 11 |                    |
| 2008 | Desperadas 2            | Isabella           |
| 2008 | My Monster Mom          | Abbey Gail Fajardo |
| 2007 | Desperadas              | Isabella           |